# Jordan Pierre-Gilles
Jordan Pierre-Gilles (Sherbrooke, 24 maggio 1998) è un pattinatore di short track canadese.

## Carriera
Nel 2022 ha vinto la medaglia d'oro nella staffetta 5000 metri ai Giochi olimpici di Pechino.

## Palmarès

### Olimpiadi
- 1 medaglia:
  - 1 oro (staffetta 5000 m a Pechino 2022)

### Mondiali
- 2 medaglie:
  - 1 oro (staffetta 5000 m a Pechino 2025)
  - 1 bronzo (500 m a Rotterdam 2024)